# Ordinarium
Het ordinarium is de reeks vast wederkerende gezangen van de Mis, namelijk 
Kyrie, Gloria, Credo, Sanctus/Benedictus en Agnus Dei.
Ook Ite missa est wordt wel tot het ordinarium gerekend.
Deze gezangen vormen samen met de gezangen van het proprium de gezongen bestanddelen van elke mis, met dien verstande dat Gloria en Credo alleen op zon- en feestdagen klinken. Het Gloria wordt bovendien niet gezongen in de Advent en in de Veertigdagentijd.
Ordinariumgezangen hebben altijd dezelfde tekst. Al naargelang de status van een dag (weekdag, zondag, feest, hoogfeest) kunnen er meer of minder uitgebreide melodieën op diezelfde teksten  worden gezongen. In de gezangboeken voor het gregoriaans, zoals het Graduale Romanum (1974), zijn de ordinariumgezangen, behalve het Credo, als cyclus bij elkaar geplaatst. Elke cyclus heeft een Romeins nummer en is vervolgens, naar middeleeuwse gewoonte, aan een bepaalde dag of periode toegewezen:
- I - Lux et origo (in de Paastijd)
- II - Kyrie fons bonitatis (Op Hoogfeesten)
- III - Kyrie Deus sempiterne (Op Hoogfeesten)
- IV - Cunctipotens Genitor Deus (Op feesten van de apostelen)
- V - Kyrie magnae Deus potentiae (Op feesten)
- VI - Kyrie Rex Genitor (op feesten)
- VII - Kyrie Rex splendens (Op feesten)
- VIII - de Angelis (Op feesten)
- IX - Cum jubilo (Op hoogfeesten en feesten van de H. Maagd Maria)
- X - Alme Pater (op Mariale feesten en herdenkingen)
- XI - Orbis factor (Op zondagen door het jaar)
- XII - Pater cuncta (Op herdenkingen)
- XIII - Stelliferi Conditor orbis (Op herdenkingen)
- XIV - Jesu Redemptor (Op herdenkingen)
- XV - Dominator Deus (Op weekdagen door het jaar)
- XVI (Op weekdagen door het jaar)
- XVII (Op zondagen tijdens de Vasten en in de Advent)
- XVIII - Deus Genitor alme (Op weekdagen in de Advent en Veertigdagentijd en in de Mis voor de overledenen)

Als de liturgie het zingen van een Credo voorschrijft, kan in de huidige gregoriaanse zangboeken uit zo'n zes verschillende melodieën naar believen worden gekozen.
Wanneer wordt gesproken over een 'Mis van Mozart' of een andere componist, wordt daarmee altijd een meerstemmige zetting van het Ordinarium bedoeld.